# サンモリッツ駅
サンモリッツ駅（サンモリッツえき）は、スイスのサンモリッツにある鉄道駅。クール駅より至るアルブラ線の南端駅であり、この区間では1時間おきの列車運行となっている。また同様にサンモリッツ駅からイタリアのティラーノ駅へ至るベルニナ線も1時間おきの運行となっている。当駅は5本の到着線を有する。
サンモリッツ駅は地方バス路線ならびにポストバスの始発・終着点ともなっている。アルブラ線・ベルニナ線双方の終着駅となっているが、これは双方の給電方式・電圧が異なるためであり、サンモリッツは給電方式変更駅'Systemwechselbahnhof'となっている。
当駅の標高は海抜1,775 m (5,823 ft)であり、スイスにおける標高の高い鉄道駅のひとつである。

## 歴史
サンモリッツ駅は1904年に開業された。サンモリッツでは1896年よりすでにサンモリッツ路面電車が運行されており、路面電車の支線を新たに設置された当駅に接続する計画が存在したが、財政的に建設されることはなかった。

### 近代化工事
2014年から2017年にかけて大規模なリニューアル工事が実施された。この結果、全線スルー構造をもち分離独立していた島式ホームが頭端式となりバリアフリー対応が図られたほか、バス乗り場が拡充され全天候対応の乗り場を備えた。この影響により、駅の奥に存在した留置線は全て廃止され、駅東方に集約された。
6番線と7番線（留置線が欠番となっているためホームの数とは対応しない）ホームがベルニナ線用であるが、6番線についてはアルブラ線、ベルニナ線どちらからも発着可能な配線となっている。
- 6番線のみ、直流と交流の給電方式が地上側で切替可能。進入列車の集電装置を監視し、異常電流による機器焼損を防止する安全装置が備わる[注釈 1]。

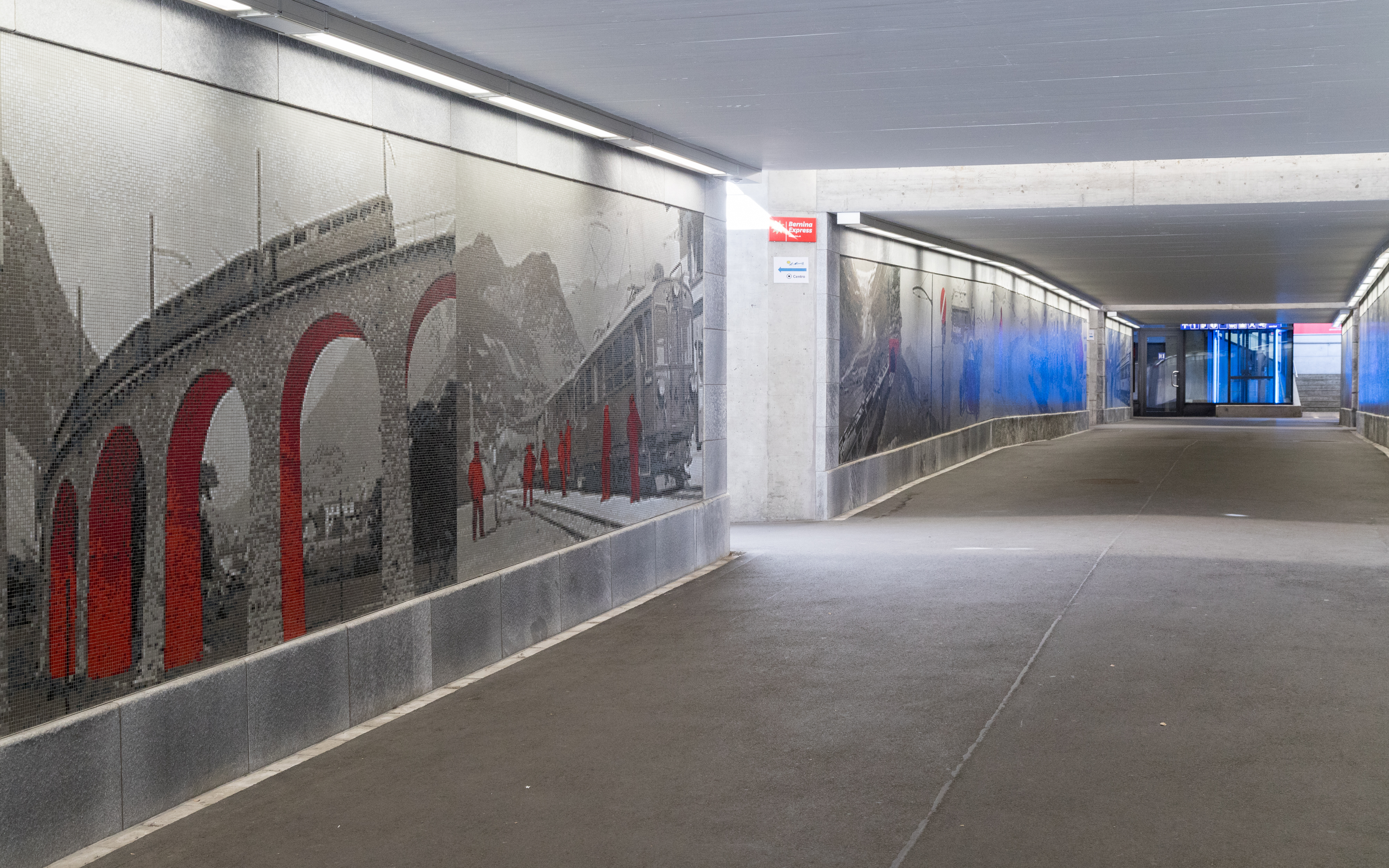
連絡通路
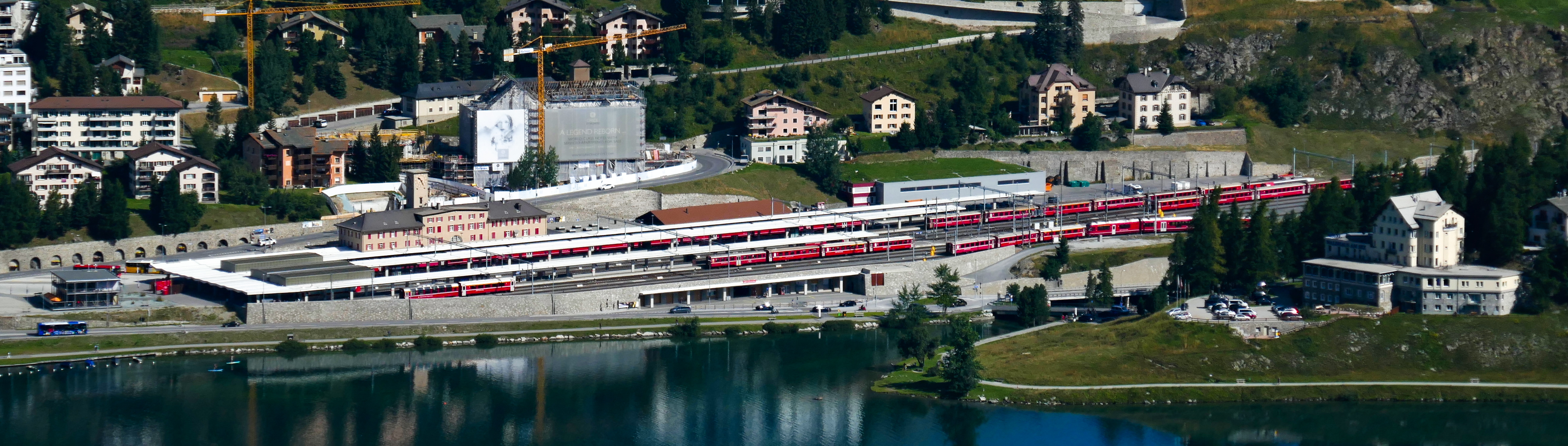
パノラマ撮影による俯瞰

## レーティッシュ鉄道の運行
当駅発着列車の種別はR(レギオ）、RE（レギオエクスプレス）、IR（インターレギオ）、PE（パノラマエクスプレス）の4種類。
近年まで、氷河急行にはGEX、ベルニナ急行にはBEXという固有の種別が与えられていたが2019年冬よりPEに統一された。
2022年1月現在においては、当駅を経由して両線を直通する旅客列車は設定されていない。
アルブラ線
144 - ツェルマット - ブリーク - アンデルマット - クール - サンモリッツ（氷河急行）
910 - ラントクワルト - クロスタース - スーシュ - サンモリッツ（フェライナトンネル経由）
940 - クール - トゥージス - サンモリッツ
960 - サメーダン - サンモリッツ
ベルニナ線
950 - サンモリッツ - ポントレジーナ - ティラーノ

## ギャラリー（近代化以前）

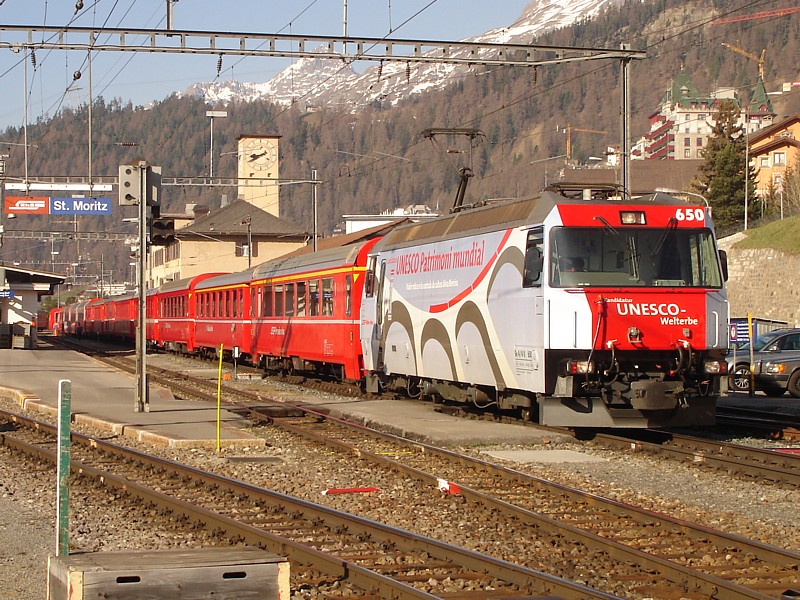
サンモリッツ駅を発車する列車
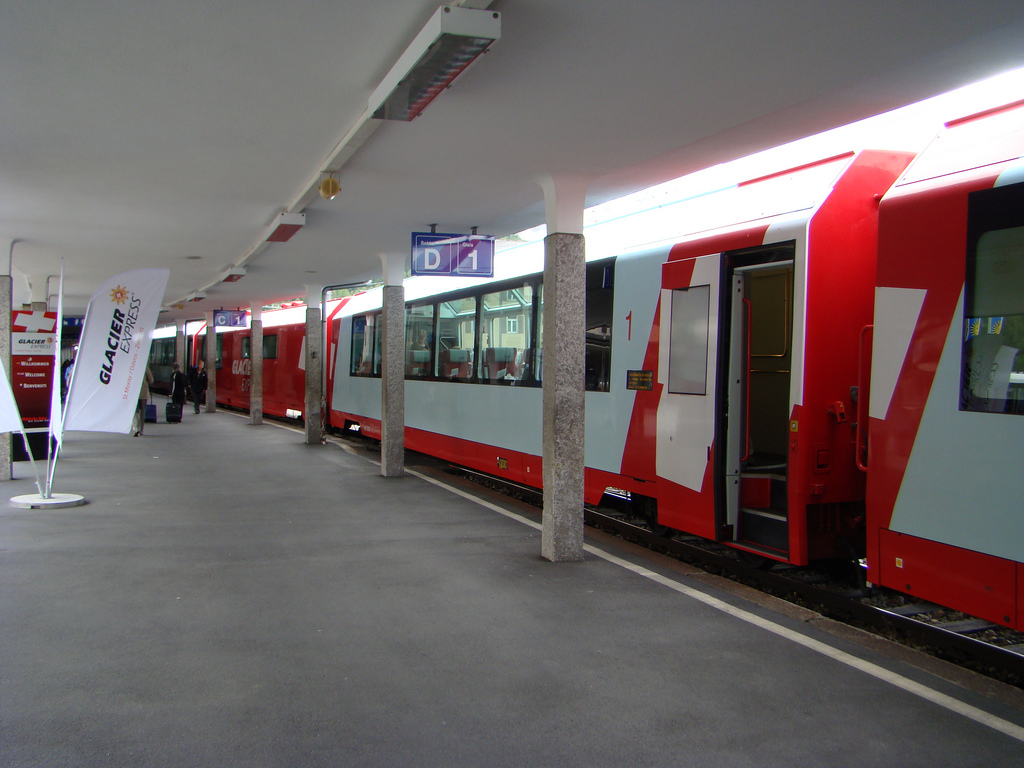
サンモリッツ駅1番線に停車する氷河急行
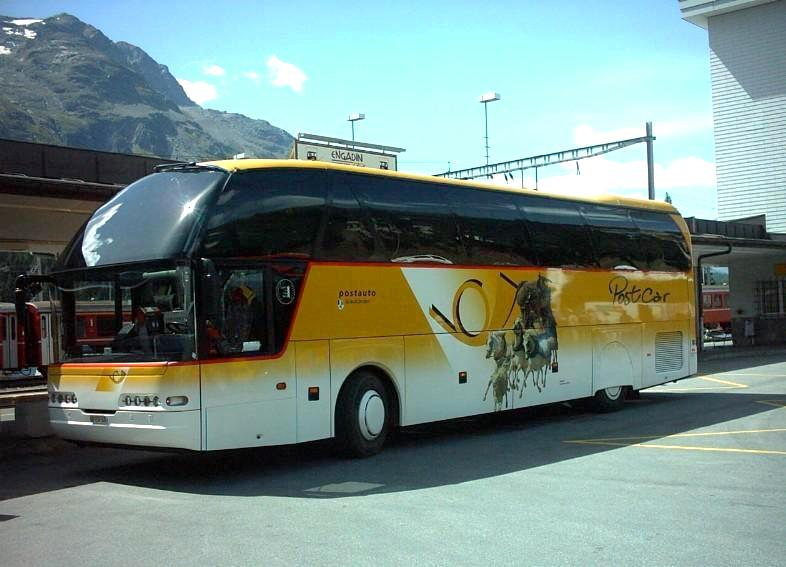
サンモリッツ駅停留所のポストバス
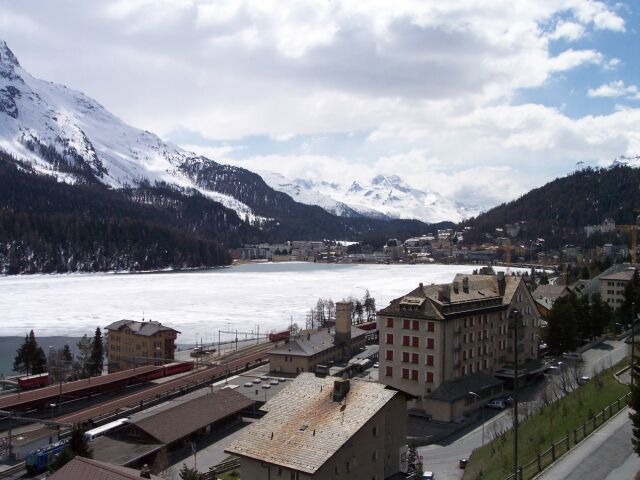
上方からみたサンモリッツ駅